# プロコプトドン
プロコプトドン (学名: Procoptodon) は新生代のオーストラリア大陸に生息していた有袋類の絶滅した属。

## 生態
発見された中で史上最大級のカンガルーである。他のカンガルーと同じく、基本的には草食性である。
体高は2メートル、体重は230キログラムを超えた。飛び跳ねることはできず、爪先立ちで移動したと考えられる。顔が短く、ショートフェイスカンガルーの異名を持つ。後足の指は1本である。

## 生存説
オーストラリアで現在でも目撃談があるUMAのジャイアントカンガルーは現在まで生存していたプロコプトドンであるという生存説もある。